# Škrjanče pri Novem mestu
Škrjanče pri Novem mestu so naselje v Občini Novo mesto.